# Südgeorgien-Museum

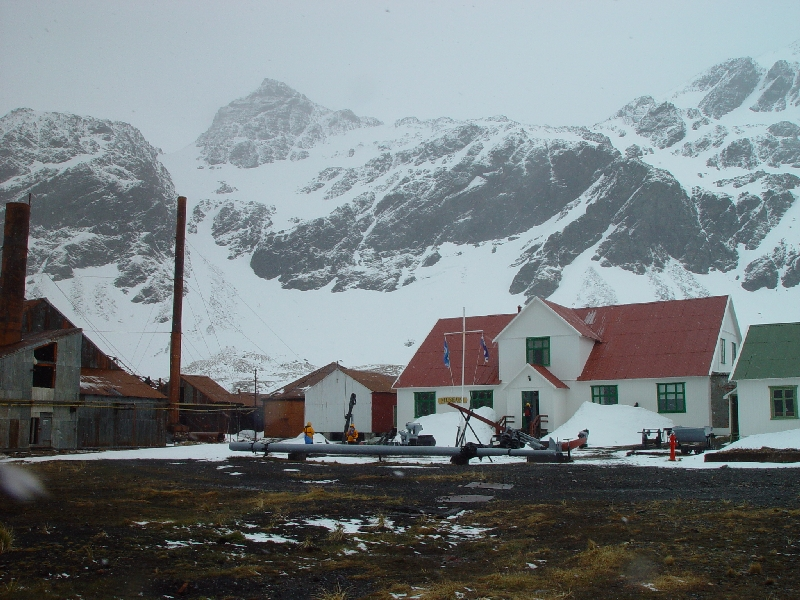
Das Südgeorgien-Museum, Grytviken

Das Südgeorgien-Museum befindet sich in Grytviken, dem ehemaligen Verwaltungszentrum des britischen Überseeterritoriums Südgeorgien und die Südlichen Sandwichinseln.
Das Museum ist im 1916 gebauten und mittlerweile renovierten ehemaligen Haus des Leiters der Walfangstation untergebracht. Die Gründung erfolgte 1992. Es war zunächst ein  Walfangmuseum. Heute umfasst das Spektrum zudem die Themen Entdeckung der Insel, Robbenjagd, Meeres- und Naturgeschichte sowie den Falklandkrieg von 1982.
Heute ist das Museum ein populäres Touristenziel, das von Kreuzfahrt- oder Yachttouristen frequentiert wird. Einige Jahre lang dienten Tim und Pauline Carr als Kuratoren, während sie auf ihrer in der Bucht verankerten Yacht Curlew lebten. Mittlerweile sind sie jedoch weggezogen. Im Sommer leben im 1916 erbauten Museumshäuschen zudem einige Mitarbeiter, sie machen den Rest der knapp mehr als zwei Dutzend Inselbewohner aus. Im Grunde ist der ganze Ort ein Museum.
Seit 2006 wird das Museum vom South Georgia Heritage Trust betrieben.